# Coppa del mondo di ciclismo su strada femminile 2000
La Coppa del mondo di ciclismo su strada femminile 2000 (en.: 2000 UCI Women's Road World Cup), terza edizione della competizione, prevedeva sette eventi tra il 12 marzo e il 3 settembre 2000.
La lituana Diana Žiliūtė si aggiudicò il titolo individuale.

## Corse
| # | Data        | Corsa                            | Vincitrice        | Squadra                   | Leader della CdM |
| - | ----------- | -------------------------------- | ----------------- | ------------------------- | ---------------- |
| 1 | 10 marzo    | Canberra World Cup               | Anna Wilson       | Saturn Cycling Team       | Anna Wilson      |
| 2 | 18 marzo    | Primavera Rosa                   | Diana Žiliūtė     | Acca Due O-Lorena Camicie | Diana Žiliūtė    |
| 3 | 12 aprile   | La Flèche Wallonne Femmes (2000) | Geneviève Jeanson | Selezione Canada          | Diana Žiliūtė    |
| 4 | 3 giugno    | Coupe du Monde de Montréal       | Pia Sundstedt     | GAS Sport Team            | Diana Žiliūtė    |
| 5 | 4 giugno    | Liberty Classic                  | Petra Rossner     | Saturn Cycling Team       | Diana Žiliūtė    |
| 6 | 27 agosto   | Rotterdam Tour                   | Chantal Beltman   | Rabobank                  | Diana Žiliūtė    |
| 7 | 8 settembre | Grand Prix de Suisse             | Pia Sundstedt     | GAS Sport Team            | Diana Žiliūtė    |

## Classifiche
| Pos. | Corridore         | Squadra     | Punti |
| ---- | ----------------- | ----------- | ----- |
| 1    | Diana Žiliūtė     | Acca Due O  | 230   |
| 2    | Pia Sundstedt     | GAS Sport   | 215   |
| 3    | Mirjam Melchers   | Rabobank    | 140   |
| 4    | Chantal Beltman   | Rabobank    | 122   |
| 5    | Fabiana Luperini  | GAS Sport   | 100   |
| 6    | Susanne Ljungskog | Farm Frites | 86    |
| 7    | Petra Rossner     | Saturn      | 75    |
| 8    | Geneviève Jeanson | Sel. Canada | 75    |
| 9    | Anna Wilson       | Saturn      | 75    |
| 10   | Mirella van Melis | Rabobank    | 68    |